# Litevský svaz zelených a rolníků
Svaz zelených a rolníků (litevsky Lietuvos valstiečių ir žaliųjų sąjunga, LVŽS) je zelená, konzervativní a agrární politická strana v Litvě. Jejím předsedou je Ramūnas Karbauskis. Strana se názorově nekonsistentně pohybuje od krajní levice přes střed až po krajní pravici s využíváním euroskeptické rétoriky. V Evropském parlamentu sedí její europoslanci ve frakci Zelení / Evropská svobodná aliance.

## Politické postoje
LVŽS se považuje za ekologickou stranu reprezentující litevské farmáře. Zastává sociálně konzervativní postoje a je proti manželství pro všechny. V zahraniční politice podporuje užší vazby se sousedním Běloruskem. V ekonomických otázkách je strana spíše levicová, staví se například proti privatizaci zdravotnictví.

## Volební výsledky

### Parlamentní volby
| Rok voleb | Počet hlasů | Hlasy v % | Počet mandátů | +/- | Umístění |
| --------- | ----------- | --------- | ------------- | --- | -------- |
| 2004      | 78 902      | 6,6       | 10            | -   | 6.       |
| 2008      | 46 162      | 3,7       | 3             | ▼7  | 9.       |
| 2012      | 53 141      | 3,9       | 1             | ▼2  | 8.       |
| 2016      | 274 108     | 22,4      | 54            | ▲53 | 1.       |
| 2020      | 204 780     | 18,1      | 32            | ▼22 | 2.       |

### Volby do Evropského parlamentu
| Rok voleb | Počet hlasů | Hlasy v % | Počet mandátů | +/- | Umístění |
| --------- | ----------- | --------- | ------------- | --- | -------- |
| 2004      | 89 338      | 7,4       | 1             | -   | 5.       |
| 2009      | 10 285      | 1,8       | 0             | ▼1  | 11.      |
| 2014      | 75 643      | 6,2       | 1             | ▲1  | 7.       |
| 2019      | 157 604     | 11,9      | 2             | ▲1  | 3.       |